# 영광군립도서관
영광군립도서관은 전라남도 영광군에 있는 도서관이다.

## 연혁
- 1992.12.17. 군립도서관 건립계획 확정
- 1994.03.07. 영광군립도서관운영조례 제정
- 1994.04.11. 준공
- 1994.06.24. 개관
- 1996.04.05. 영광문화원 도서관으로 이전
- 2002.07.01. 디지털자료실 개관

## 이용 안내
이용 시간
- 열람실: (3월 1일~10월 31일) 08:00～22:00 / (11월 1일~2월 28/29일) 08:00～21:00
- 자료실: (3월 1일~10월 31일) 09:00～18:00 / (11월 1일~2월 28/29일) 09:00～17:00

휴관일
- 법정공휴일, 매주 화요일 및 개관기념일(단, 일요일은 제외)
- 군수가 특별히 지정하여 공표하는 날